# Wenlockià
El Wenlockià o, simplement, Wenlock és una època del Silurià que començà fa 433,4 ± 0,8 milions d'anys i s'acabà fa 427,4 ± 0,5 milions d'anys. Es tracta de la segona època del Silurià. Fou anomenat el 1834 per Roderick Murchison en referència a Wenlock Edge (Regne Unit), on se'n troba l'estratotip. Se subdivideix en els estatges faunístics Sheinwoodià i Homerià. La fauna d'aquesta època inclou el trilobit Balizoma variolaris, que visqué en allò que avui en dia és Anglaterra i tenia el cèfalon cobert de tubercles nodulars.